# Windenreute
Windenreute es un barrio de Emmendingen en Baden-Wurtemberg, Alemania. Desde 1971 es un barrio de la ciudad de Emmendingen, pero tiene su propia administración local. Cuenta con 1.695 habitantes.
Windenreute está ubicado en la Brisgovia septentrional, directamente al este del núcleo de Emmendingen y en proximidad inmediata al castillo Hochburg. Fue mencionado por vez primera como "Winedoriuti" en un documento escrito del monasterio Todos los Santos de Schaffhausen del año 1094. Por otra parte, el término "reute" (rodar) refiere a la actividad de deforestación que ya había comenzado a partir del siglo X d. C.